# Bergur Jacobsen
Ólavur Bergur Jacobsen (født 29. marts 1947 i Klaksvík) er en færøsk præst og tidligere politiker (SF).
Han har studentereksamen fra 1971, og er uddannet som teolog i 1976. Han var sognepræst på Sandoy fra 1976 til 1982, og præst i London fra 1982 til 1986. Jacobsen var skoleleder for efterskolen i Genner i Sønderjylland fra 1986 til 1987, og siden præst i Ordrup fra 1987 til 1988. Efterfølgende arbejdede han i Útvarp Føroya indtil 1995 og som redaktør på Tingakrossur i 1990, og har siden 1995 været præst for Santa Ólavs færøske menighed i København. Først i Samuels Kirke på Nørrebro indtil udgangen af 2002 og fra 2003 i Hans Egedes Kirke på Østerbro.
Jacobsen var Færøernes kultur- og skoleminister i Marita Petersens regering fra 24. april 1993 til 15. september 1994.